# Атбара (река)
А́тбара (араб. نهر عطبرة‎, амх. የአትባራ ወንዝ), в верховье Гоанг (амх. ጉዋንግ ወንዝ)) — река в Африке (в Судане и Эфиопии), правый приток Нила (впадающий в реку Нил около города Атбара в Судане).
Исток находится недалеко от озера Тана в Эфиопии. Течёт преимущественно по Суданскому плато. На реке имеется водохранилище Хашм-эль-Гирба для водоснабжения и ирригации, и гидроэлектростанция. Средний расход воды 374 м³/сек. Длина реки — 1120 км. Существенно пополняет сток Нила в период дождей (июль-ноябрь), в это время средний расход воды около 2000 м³/сек, в остальное же время пересыхает и не доходит до Нила. В период дождей судоходна.
Один из притоков Атбары — река Бахр-эс-Салам.
| Средний расход воды (м³/с) реки Атбара по месяцам |